# Llyn Tegid
El Llyn Tegid (de vegades en anglès, Bala Lake) és un gran llac a Gwynedd, Gal·les. Abans que Thomas Telford n'alcés el nivell per ajudar el flux del canal d'Ellesmere, era el cos hídric natural més gran de Gal·les. Té 6,5 km de llarg per 1,6 km d'ample, i està sotmès a un règim de sobtades i perilloses crescudes. El riu Dee el creua i les seves aigües són famoses per la seva profunditat i claredat. La ciutat de Bala queda en el seu extrem septentrional i el ferrocarril de via estreta del llac Bala recorre alguns quilòmetres al llarg de la seva riba meridional.

## Nom
George Borrow va escriure sobre aquest llac en el seu llibre Wild Wales el 1856, "El llac no té el seu nom, que significa "Llac de Bellesa", sense cap motiu". No obstant això, el nom anglès es pren de la ciutat ("Y Bala") que queda en el seu extrem oriental. Un "bala" és o bé un cap o potser un istme entre dos llacs o àrees d'aiguamolls. El nom gal·lès inclou el nom de persona "Tegid". Un nom antic en anglès, avui redundant, per a aquest llac és Pemble Mere o Pimble Mere - hi ha moltes variants en la forma d'escriure'l.

## Biologia
Al llac hi trobem el coregonus pennantii, un peix únic llistat per la UICN com a espècie amenaçada en perill greu d'extinció a causa de la introducció de l'invasiu i no natiu gymnocephalus cernua.